# Gluconasturtiina
La gluconasturtiina è uno dei glucosinolati più diffusi nelle crucifere, soprattutto nelle radici, ed è probabilmente uno dei composti responsabili della capacità delle crucifere di inibire lo sviluppo di molti parassiti delle piante. Questo effetto è probabilmente dovuto alla sua degradazione da parte dell'enzima mirosinasi in feniletile isotiocianato, che è tossico per molti organismi.